# Eremaea codonocarpa
Eremaea codonocarpa är en myrtenväxtart som beskrevs av Hnatiuk. Eremaea codonocarpa ingår i släktet Eremaea och familjen myrtenväxter. Inga underarter finns listade i Catalogue of Life.